# Die Zwerchpfeife
Die Zwerchpfeife ist ein Märchen (AaTh 330). Es steht in Johann Wilhelm Wolfs Deutsche Hausmärchen an Stelle 21.

## Inhalt
Der König lässt seinen Lieblingssoldaten alles verschwenden, bis er ihn entlassen muss. Der Soldat teilt sein letztes Sechskreuzerstück mit zwei Reisenden, der eine schenkt ihm drei Wünsche. Er wünscht sich nur schöne Soldatenkleider und erhält noch eine Zwerchpfeife dazu. Wegen verbotenen Bettelns und Fechtens, lässt der König ihn in einem verwünschten Schloss schlafen, wo keiner überlebte. Er bläst dem Teufel auf der Zwerchpfeife, dass er tanzen muss, bis er geht. Der Soldat kriegt die Prinzessin. Als er stirbt, spukt er, bis sie ihm den Tornister mit der Pfeife ins Grab gibt. Petrus lässt ihn nicht in den Himmel, weil er sich damals nicht die Seeligkeit wünschte. So geht er zur Hölle und lässt die Teufel tanzen, bis sie ihn zum Obersten machen.

## Herkunft
Der Titel Die Zwerchpfeife ist bei Wolf nicht mit einem Sternchen (*) versehen, was laut seiner Vorrede anzeigt, dass er selbst den Text ausarbeitete. Der furchtlose, kumpelhafte Soldat passt zu Quellen in der Kaserne und ähnelt Grimms Bruder Lustig, besonders am Ende, das hier sehr kurz erzählt ist. Die Reisenden sind Gott und Petrus, hier „Sankt Peter“ genannt, er gilt als Hüter des Himmelstors. Ein Kreuzer ist eine kleine Münze, die „Zwerchpfeife“ wohl eine kleine Pfeife. Dass man den Bösen dazu tanzen lässt, ist ein Märchenmotiv wie in Grimms Der Jude im Dorn, Vom klugen Schneiderlein, Das blaue Licht, etwas wie der Schraubstock in Wolfs Hans ohne Furcht.
Vgl. 1852 Hui in mein’ Sack! in Ernst Heinrich Meiers Deutsche Volksmärchen aus Schwaben, Nr. 78.